# Peter Truschner
Peter Truschner (* 3. August 1967 in Klagenfurt) ist ein österreichischer Schriftsteller.

## Leben und Wirken
Peter Truschner wuchs bei seinen Großeltern in Poppichl bei Maria Saal in Kärnten auf und wurde von seiner Mutter nach Salzburg geholt.
Er studierte Philosophie, Kommunikationswissenschaften und Politikwissenschaften an der Universität Salzburg und veröffentlichte ab 1990 erste Beiträge als Autor und Rezensent in Kultur- und Literaturzeitschriften.
Seit 1999 lebt Peter Truschner in Berlin.
Der Autor wurde mit zahlreichen Auszeichnungen und Stipendien bedacht.

Auf Einladung von Stefan Gmünder nahm Peter Truschner am Ingeborg-Bachmann-Preis 2015 teil.

## Werke
- 1995 Gruppe ODD. Ein Magazin,  Gredler, Rupert / Gredler, Martin / Mathewson, Stephen, Vw.von Peter Truschner, (Hadernvlg)  ISBN 978-3-901451-01-0
- 1998 Uraufführung des Stücks Plexiglaswelten im TOI-Haus – Theater in Salzburg
- 2000 Dramolett Fasching für das Kinder- und Jugendtheaterfestival Teatro im TOI-Haus Theater.
- 2001 Schlangenkind, Roman, Zsolnay Verlag, ISBN 3-552-05176-7
- 2003 Hirngespinst (Stück)
- 2004 Eine Karte der dunklen Erde (Hörfeature) ES August 2008, Deutschlandradio
- 2004 Club Paradiso mit Kai Herbert Kuss, Hrsg. v. Rainer Iglar u. Michael Mauracher, Verlag Fotohof Salzburg, ISBN 978-3-901756-47-4
- 2004 Down like the System, Dath, Dietmar / Ebeling, Knut / Truschner, Peter / Michael Franz. Zeichnungen von 2000–2004, Verlag f. mod. Kunst, ISBN 978-3-936711-52-3
- 2005 Wörterbuch des Körpers. Ein Peter Truschner Lesebuch. Verlag Fränkischer Tag, Bamberg, ISBN 978-3-936897-17-3
- 2005 Serpent's child, Verleger: Riverside,  Ariadne Press, Los Angeles ISBN 1-57241-136-8
- 2006 Care(s?). Skulpturen & Zeichnungen 2004/2005, Verfasser Fatima Bornemissza, Text Peter Truschner. Hrsg. vom Internationalen Künstlerhaus Villa Concordia, Verl. Fränkischer Tag, Bamberg, ISBN 3-936897-26-3
- 2007 Die Träumer, Roman, Zsolnay Verlag, ISBN 978-3-552-05326-7
- 2008 Prinzessin Süssüsan (Oper/Libretto) UA März 2008, Theater Bonn
- 2009 Kampfgesellschaft (Stück) UA November 2008, Staatstheater Karlsruhe
- 2013 Das fünfunddreißigste Jahr, Roman. Zsolnay Verlag, Wien, ISBN 978-3-552-05481-3
- 2021 Die Maske abgenommen. Künstler und Modell im 21. Jahrhundert, Essay. Vittorio Klostermann, Frankfurt am Main, ISBN 978-3-465-04570-0

## Stipendien
- Österreichisches Staatsstipendium für Literatur (1999)
- Stiftung Künstlerdorf Schöppingen (2001)
- Jahresstipendium der Literar-Mechana (2002) (für den Roman "Schlangenkind")
- Stipendium Stadtschreiber von Schwaz 2004
- Stipendiat Künstlerhaus Villa Concordia, Bamberg (2004)
- Projektstipendium des BKA 2005/06

## Auszeichnungen
- 2001 Preis des Bundeskanzleramtes für literarische Debüts für den Roman "Schlangenkind"
- 2002 Kulturpreis des Landes Kärnten Förderungspreis
- 2007 Der Roman "Die Träumer" wurde für den Deutschen Buchpreis nominiert